# روبرت أ. جورمان
روبرت أ. جورمان (بالإنجليزية: Robert A. Gorman)‏ هو أستاذ جامعي أمريكي، ولد في 22 أبريل 1937 في نيويورك في الولايات المتحدة.